# Nierembergia gracilis
Espèce
Classification APG III (2009)
Nierembergia gracilis est une espèce de plantes de la famille des Solanacées originaire d'Amérique du Sud.

## Position taxinomique
William Jackson Hooker décrit cette plante en 1831 obtenue à partir de graines originaires des environs de Buenos Aires et envoyées par John Tweedie.

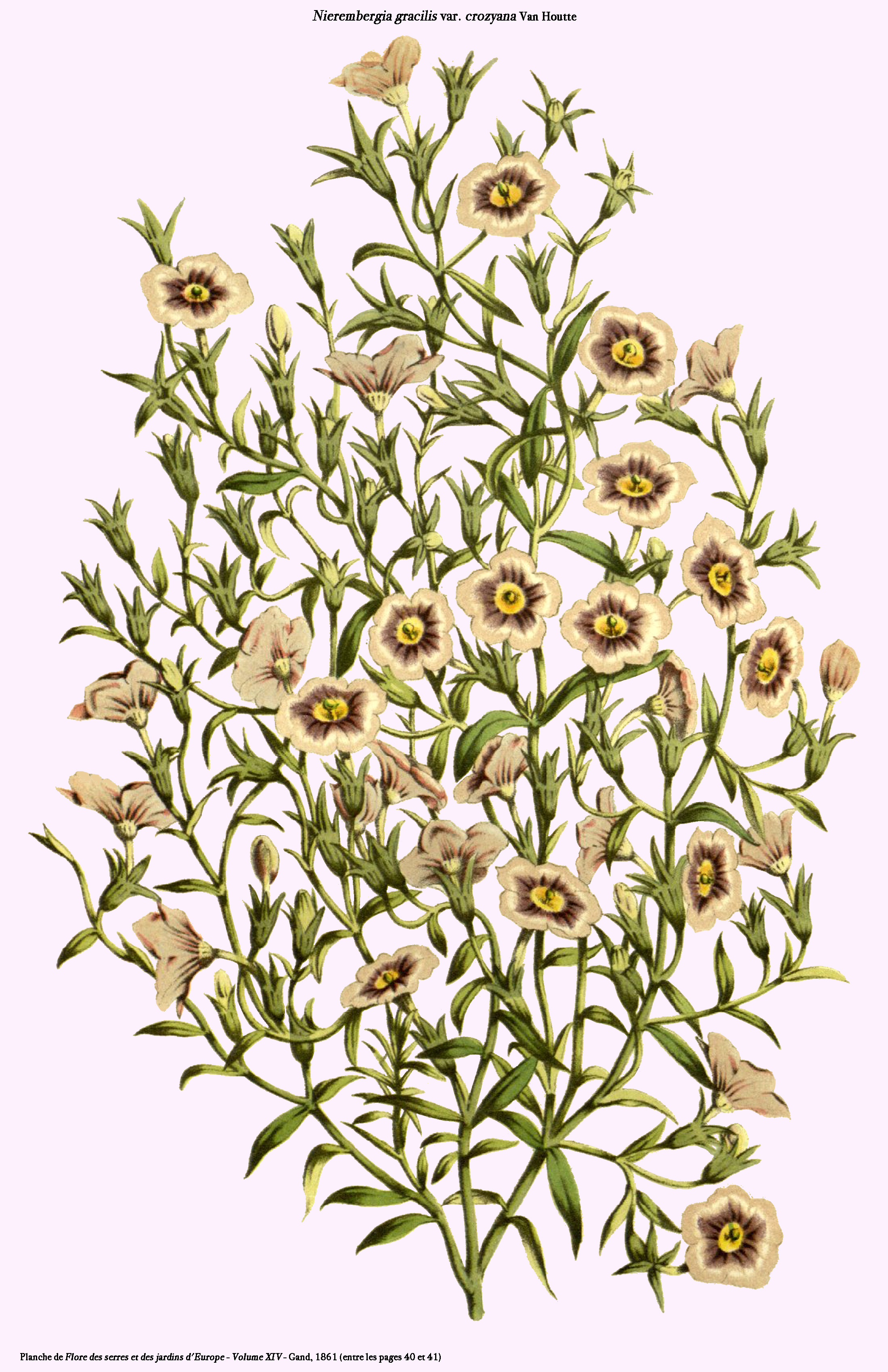
Nierembergia gracilis var. crozyana.

Deux variétés botaniques sont référencées :
- Nierembergia gracilis var. crozyana Van Houtte (1859) ;
- Nierembergia gracilis var. guaranitica Millán (1941).

## Description
Il s'agit d'une plante vivace (si les températures restent strictement positives), buissonnante, de moins de cinquante centimètres de haut.
Ses tiges sont grêles et ramifiées et dressées. L'ensemble de la plante est pubescent, ce qui constitue une caractéristique de cette espèce.
Les feuilles sont linéaires, sessiles ou faiblement pédonculées, d'environ trois centimètres de long.
Les fleurs, nombreuses sur les ramifications, opposées au feuilles, et surtout en position terminale, blanches et jaune au cœur, ont de 2,5 à 5 cm de diamètre. Le tube de la corolle est frêle et le calice cylindrique.
Nierembergia gracilis bénéficie d'une longue floraison estivale.

## Distribution
Nierembergia gracilis est une plante originaire d'Argentine.
Elle s'est maintenant largement répandue comme plante ornementale, surtout dans les régions à climat méditerranéen.
Elle s'implante en sol plutôt sec et ensoleillé. Elle ne supporte pas le gel.

## Utilisation
Nierembergia gracilis est une plante ornementale  maintenant utilisée depuis plus d'un siècle en France, mais moins diffusée cependant que les pétunias et que Nierembergia repens ou Nierembergia scoparia.
Quelques établissements horticoles la proposent, surtout sous la forme de son principal cultivar :
- Nierembergia gracilis 'Starry Eyes'.